# 江苏按察使署旧址
江苏按察使署旧址位于中国江苏省苏州市道前街170号。东临养育巷、北靠瓣莲巷、西接剪金桥巷、南朝道前街。现为江苏省文物保护单位。

## 历史
此处在明代曾为苏松常兵备道兵备道署，前方街道也因此命名为道前街。清初兵备道移驻太仓，雍正八年江苏按察使自江宁迁苏州，改兵备道署为提刑按察使衙门。张伯行、林则徐曾在此任职。咸丰十年（1860年）毁于庚申之劫兵乱。同治六年，巡抚郭柏荫重建。民国时期此处改为江苏高等法院，曾在此审理过沈钧儒等“七君子”、陈璧君。今为市级机关使用保管。1949年以后为苏州市人民政府治所。1980年代曾拆迁大堂及两庑改建大楼，仍为市级机关纺织、物资、电子、化工、环保等局在此办公。

## 建筑
江苏按察使衙门旧址是苏州现存最完整、体量最大的古代衙门。现存主轴线上的仪门、二堂、内宅、廊庑等，两路四进；二堂与内宅均面阔五间，以卷棚顶穿廊相连。内宅楼前为蓓园。

## 保护
2003年列为第一批市控保建筑，编号1-138。2004年重建正堂。2006年6月5日公布为第六批江苏省文物保护单位。2023年，江苏按察使署旧址进行修缮。2024年3月1日江苏省文物专家对江苏按察使署旧址进行了验收。修缮后将活化利用，用作文化小剧场、博物展览等。